# Залізний Хрест за Заслуги
Залізний Хрест за Заслуги (нім. Eisernes Verdienstkreuz) – державна нагорода Австро-Угорської імперії, заснована під час Першої світової війни 1 квітня 1916 року імператором Францом Йосипом I, на основі Хреста за Цивільні заслуги.

## Історія
Нагорода було створена на основі Хреста за Цивільні заслуги й неї нагороджувались воякі за військові заслуги. 
В порядку старшинства австрійських відзнак, вона знаходилась після Ордену Єлизавети та перед Військовою медаллю. 
Поділялась на два класи:
- Залізний Хрест за Заслуги з Короною,
- Залізний Хрест за Заслуги.

Хрести вручалися під час війни на білій стрічці, з двома червоними смугами по краях, з'єднаними червоними смугами. У мирний час вручався на червоній стрічці.